# Batti Malv
Batti Malv (w lokalnym języku pu: Kuono) – jedna z najmniejszych, niezamieszkanych wysp archipelagu Nikobary należąca do północnej grupy wysp. Wchodzi w skład terytorium związkowego Andamany i Nikobary.
Powierzchnia wyspy wynosi 2 km². Wyspa leży 30 km na południe od wyspy Kar Nikobar i jest regularnie odwiedzana przez jej mieszkańców, którzy w północnej części Batti Malv i wokół latarni morskiej posiadają plantacje drzew kokosowych i drzew areka.
Najwyższym punktem wyspy jest gęsto zalesione wzniesienie o wysokości 73 m n.p.m.
Latarnia morska to 12-metrowa stalowa kratownica, której światło widoczne jest z odległości ponad 20 km.